# 月刊Gファンタジー
『月刊Gファンタジー』（げっかんジーファンタジー）は、スクウェア・エニックスが発行する日本の月刊ファンタジー漫画雑誌。1992年刊行の『月刊少年ガンガン』増刊『ファンタスティックコミック』を経て1993年3月18日（4月号）創刊。
創刊当初の雑誌名は『月刊ガンガンファンタジー』であったが、創刊1周年となる1994年4月号で改題し現在の誌名になった。増刊に『ステンシル』（後に独立創刊して『月刊ステンシル』となるが、休刊）『Gファンタジー++』など。

## 歴史
エニックスが創刊した月刊漫画雑誌である『月刊少年ガンガン』、増刊の『ファンタスティックコミック』、それに続いて2番目となる定期刊行漫画誌として、1993年に創刊される。表紙では「勇気みなぎる大冒険コミック」を謳っていた。創刊時は誌名が『月刊ガンガンファンタジー』表記であったが、創刊1周年記念号の1994年4月号で「誌名も誌面も大刷新だ!!」と謳い、『月刊Gファンタジー』となる。

## 特徴
雑誌名が示すように、作品はファンタジー漫画が題材となっている。枢やなや鎌谷悠希など女性に人気の高い漫画家や、氷川へきるやPEACH-PITなど男性からの人気が高い漫画家、柴田亜美などのベテラン漫画家などが執筆している。

## 連載作品
2025年9月号（2025年8月18日）現在。
- 狼くんの隠しゴト（二ツ野なつ汰）：2024年2月号[5] -
- お隣さんは得体が知れない（雪山氷）：2024年10月号[6] -
- 黒執事（枢やな）：2006年10月号[7] -
- 潮騒のリリ（瀬戸なる）：2025年7月号[8] -
- 地縛少年花子くん（あいだいろ）：2014年7月号[9] -
- 四百四鬼（もち）：2022年10月号[10] -
- ツイステ4コマbyもち（原案：枢やな、漫画：もち）：2024年4月号[11] - 2025年9月号[12]
- DISNEY TWISTED－WONDERLAND THE COMIC 〜EPISODE of OCTAVINELLE〜（原案：枢やな、作画：コヲノスミレ、構成：葉月わかな）：2023年9月号[13] - 2025年9月号[12]
- DISNEY TWISTED－WONDERLAND THE COMIC 〜EPISODE of SAVANACLAW〜（原案：枢やな、漫画：小田すずか）：2023年1月号[14] -
- 東京エイリアンズ（NAOE）：2020年5月号[15] -
- となりの席のジェームズくん（yutaka）：2024年9月号[16] -
- ブラディクト（うみハル）：2025年5月号[17] -
- 魔法科高校の劣等生 インベージョン編（原作：佐島勤、キャラクターデザイン：石田可奈、作画：竹田羽角）：2025年6月号[18] -
- 雅血の陰陽師（藤本桜）：2021年12月号[19] -
- メイデーア転生物語 この世界で一番悪い魔女（原作：友麻碧、キャラクターデザイン：雨壱絵穹、漫画：夏西七）：2020年2月号[20] -
- めざせ豪華客船!!〜船召喚スキルで異世界リッチライフを手に入れろ〜（原作：たむたむ、漫画：ザザロン亞南）：2020年12月号[21] -
- 妖怪学校の先生はじめました!（田中まい）：2014年12月号[22] -
- ルルの亡霊屋敷（田島生野）：2025年5月号[17] -

### 休載作品
- 白石君の動級生（チノク）：2017年6月号[23] -
- 鶴野くんは恩返しができない（天野かすた）：2019年9月号[24] -

## 映像化作品

### アニメ化
テレビアニメ
| 作品                        | 放送年                 | アニメーション制作 | 備考                           |
| --------------------------- | ---------------------- | ------------------ | ------------------------------ |
| 最遊記                      | 2000年-2001年          | ぴえろ             | 映画あり                       |
| E'S                         | 2003年                 | ぴえろ             | OVAあり（4作品のうちのひとつ） |
| ぱにぽに                    | 2005年                 | ガンジス、SHAFT    |                                |
| ZOMBIE-LOAN                 | 2007年                 | XEBEC M2           |                                |
| 隠の王                      | 2008年                 | J.C.STAFF          |                                |
| 黒執事（アニメ）            | 2008年-2009年（第1期） | A-1 Pictures       | OVAあり                        |
| 黒執事（アニメ）            | 2010年（第2期）        | A-1 Pictures       | OVAあり                        |
| 黒執事（アニメ）            | 2014年（第3期）        | A-1 Pictures       | OVAあり                        |
| 黒執事（アニメ）            | 2024年（寄宿学校編）   | CloverWorks        | OVAあり                        |
| 黒執事（アニメ）            | 2025年（緑の魔女編）   | CloverWorks        | OVAあり                        |
| PandoraHearts               | 2009年                 | XEBEC              |                                |
| 君と僕。                    | 2011年（第1期）        | J.C.STAFF          |                                |
| 君と僕。                    | 2012年（第2期）        | J.C.STAFF          |                                |
| キューティクル探偵因幡      | 2013年                 | ZEXCS              |                                |
| 青春×機関銃                 | 2015年                 | ブレインズ・ベース |                                |
| 王室教師ハイネ              | 2017年                 | ブリッジ           | 映画あり                       |
| 地縛少年花子くん            | 2020年（第1期）        | Lerche             |                                |
| 地縛少年花子くん            | 2025年（第2期）        | Lerche             |                                |
| ホリミヤ                    | 2021年（第1期）        | CloverWorks        |                                |
| ホリミヤ                    | 2023年（第2期）        | CloverWorks        |                                |
| 妖怪学校の先生はじめました! | 2024年                 | サテライト         |                                |

OVA
| 作品                                     | 発売年          | アニメーション制作 | 備考                   |
| ---------------------------------------- | --------------- | ------------------ | ---------------------- |
| 東京鬼攻兵団TOGS                         | 1998年          | 東京キッズ         | 短編4本立てのうちの1本 |
| 最遊記                                   | 1999年          | 東京キッズ         |                        |
| まじかる無双天使 突き刺せ!! 呂布子ちゃん | 2007年-2008年   | カオスプロジェクト |                        |
| switch                                   | 2008年（第1巻） | アクタス           |                        |
| switch                                   | 2009年（第2巻） | アクタス           |                        |

### テレビドラマ化
| 作品     | 放送年 | 制作     | 備考・出典 |
| -------- | ------ | -------- | ---------- |
| ホリミヤ | 2021年 | ホリプロ | [ 25 ]     |

### 実写映画化
| 作品   | 公開年 | 監督                       | 制作                                 | 備考 |
| ------ | ------ | -------------------------- | ------------------------------------ | ---- |
| 黒執事 | 2014年 | 大谷健太郎、さとうけいいち | C&Iエンタテインメント ロックワークス |      |

## Gファンタジーコミックス
本誌掲載作品は主に1993年12月創刊のGファンタジーコミックス（ジーファンタジーコミックス、GFC）レーベルより刊行される。雑誌名は1994年に『ガンガンファンタジー』から『Gファンタジー』へ変更されているが、略称の「GFC」は変更されていない（但し、一部の書誌情報データベースでは現在も「ガンガンファンタジーコミックス」と記述されている場合がある）。他に主に新装版が使用する2003年3月創刊のGFC SUPER（ジーエフジー スーパー）レーベルがある。
創刊時はA5判であったが、2003年にB6判へ判型が変更されており現在は『ぱにぽに』など一部タイトルのみがA5判で刊行されている。また判型変更時に連載が続いていた『E'S』の既刊分はGFC SUPERレーベルでB6判の新装版が刊行されている。一方、『ぱにぽにリミックス』（『ぱにぽに』のダイジェスト版）や少年ガンガンからの移籍作品『私の救世主さま 〜lacrima〜』や月刊少年ギャグ王からの移籍作品『ドラゴンクエスト天空物語』など新書判で刊行された作品も存在する。ガンガンパワードからの移籍作品『君と僕。』はGFCへのレーベル変更を行わず、従来通りガンガンコミックス（GC）の新書判で刊行されている。
なお、Gファンタジー編集部が編集を担当しているスーパーコミック劇場（SCG）及びガンガンコミックスアンソロジーの一部新書判タイトルはGFCには含まれない。
サブレーベルに『月刊ステンシル』掲載作品を収録したステンシルコミックス（STC）があった。

## Webラジオ
本誌発のWebラジオの情報番組として『週刊ラGオファンタジー 〜寺島拓篤の宣伝会議』がある。2009年10月にリニューアルし、『テラGオファンタジー』の名称に変更された。そのほか「編集部“未”公認!?」の『斎藤千和・無責任編集 〜週刊うらGおふぁんたじー』も存在する。